# تجارة الفراء

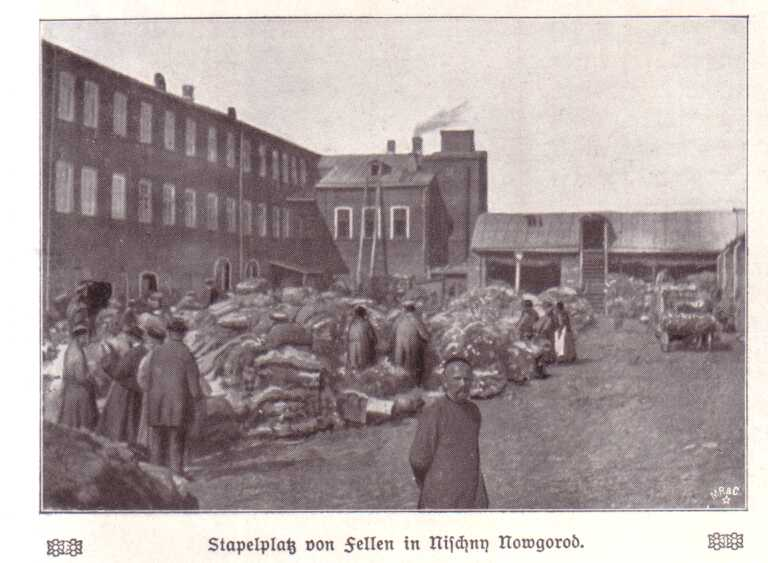
تجارة الفراء في نيجني نوفغورود (قبل 1906)

تجارة الفراء، صناعة عالمية تتضمن التعامل ببيع وشراء الفرو. منذ إنشاء سوق الفراء في أوائل العصر الحديث، أصبح فراء الحيوانات الثديية من ذوات الدم البارد والحيوانات القطبية أكثر قيمة. تاريخياً، زادت هذه التجارة بعد استكشاف واستعمار سيبيريا وشمال أمريكا الشمالية وجزر شتلاتد الجنوبية وجورجيا الجنوبية وجزر ساندويتش الجنوبية.
في الوقت الحالي، تضاءلت تجارة الفرو؛ وتكاد تقتصر على الفراء المنتج في مزارع الفراء، وتنظّم من قبل هيئات معينة، لكنها لا تزال مثيرة للجدل. إذ تعارض منظمات حقوق الحيوان تجارة الفراء، مشيرة إلى قتل الحيوانات بوحشية، وقد ينزع جلدها وهي حية أحياناً. استبدل الفراء في بعض الملابس بمنتجات الألياف الاصطناعية.

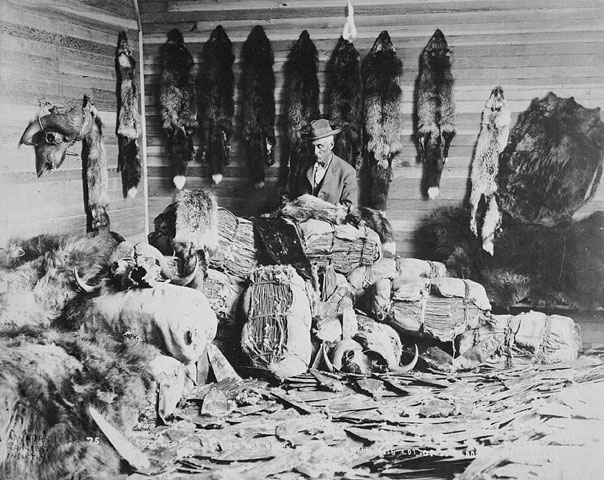
تاجر فراء في فورت تشيبويان، الأقاليم الشمالية الغربية في عقد 1890

## وصلات خارجية
- المتحف الكندي للحضارة - Great Fur Trade Canoes
- H. Bullock-Webster fonds – ألبوم من الألوان واللقطات، من المجموعة الرقمية في مكتبة UBC
- تاريخ موجز لتجارة الفراء
- خارطة تجارة الفراء
- تاريخ تجارة الفراء في روسيا
- تاريخ تجارة الفراء في وسكنسون
- متحف تجارة الفراء، تشادرون، نيبراسكا
- التاريخ الاقتصادي لتجارة الفراء: 1670 to 1870 (EH.Net Encyclopedia of Economic History)
- تجارة الفراء في وادي نهر الأفعى، أيداهو
- تجارة الفرا مرة أخرى، جمعية مانيتوبا التاريخية